# Південний військовий округ (КНР)
Південний військовий округ Народно-визвольної армії Китаю (ПдВО НВАК, кит. 南部战区, пін. Nánbù zhànqū) зі штаб-квартирою в Гуанчжоу (провінція Гуандун)  сформований з частин колишніх Гуанчжоуського і Чендуського військових округів: охоплює провінції Гуандун, Гуйчжоу, Хайнань, Хунань, Юньнань і Гуансі-Чжуанський автономний район на півдні країни; контролює військові операції в Південнокитайському морі — зоні, яка має значне геополітичне значення через життєво важливі морські шляхи.
Цей регіон є критичним у претензіях КНР на спірні води у межах «дев'яти пунктирних ліній», на які претендують одночасно кілька держав Південно-Східної Азії, включаючи В'єтнам, Філіппіни та Малайзію. Зона відповідальності округу поширюється також на Гонконг, Макао та території материкової Південно-Східної Азії, особливо М'янму, Лаос і В'єтнам.

## Склад
ПдВО НВАК складається з Сухопутного командування, якому підпорядковані 74-й та 75-й армійські корпуси, що доповнені спеціалізованими, десантними та артилерійськими бригадами. 
Його військово-морська компонента — Південний флот НВАК — управляє надводними кораблями, підводними човнами та десантними кораблями і має на меті забезпечити панування в Південнокитайському морі. 
Командування повітряних сил Південного округу використовує різноманітний парк винищувачів, включаючи винищувачі J-10, J-11 і J-16, а також бомбардувальники H-6, літаки-розвідники, БПЛА тощо.
Загалом на 2024-й рік округ включав наступні формування:
- Сухопутні сили:
  - 12 загальновійськових бригад[a]
  - дві піхотні
  - дві бригади ППО
  - дві артилерійські бригади
  - бригада армійської авіації;
- Морські сили:
  - дві військово-морські бази
  - база атомних підводних човнів, Санья[3]:
    - ПЧАРБ: 6-7 одиниць проєкту 092 «Ся»
    - ПЧАРК: 4-5 одиниць проєкту 093 «Шан»

  - дві флотилії підводних човнів
  - дві флотилії міноносців
  - авіаносна оперативна група
    - бригада винищувачів

  - бригада винищувачів наземного базування;
  - Корпус морської піхоти:
    - дві бригади
- Сили спеціальних операцій:
  - одна бригада;
- Повітряні сили:
  - дві авіабази[b]
  - 12 бригад винищувачів/штурмовиків
  - одна авіатранспортна бригада
  - одна дивізія літаків спеціального призначення
  - одна дивізія бомбардувальників;
- Ракетні війська 
  - 10 ракетних бригад
  - дві групи ракетних ШПУ.